# Котуку Нгаваті
Котуку Нгаваті (англ. Kotuku Ngawati, 16 червня 1994) — австралійська плавчиня.
Учасниця Олімпійських Ігор 2016 року.
Призерка Чемпіонату світу з водних видів спорту 2017 року.
Призерка Чемпіонату світу з плавання на короткій воді 2010 року.